# Friedrich Wüest

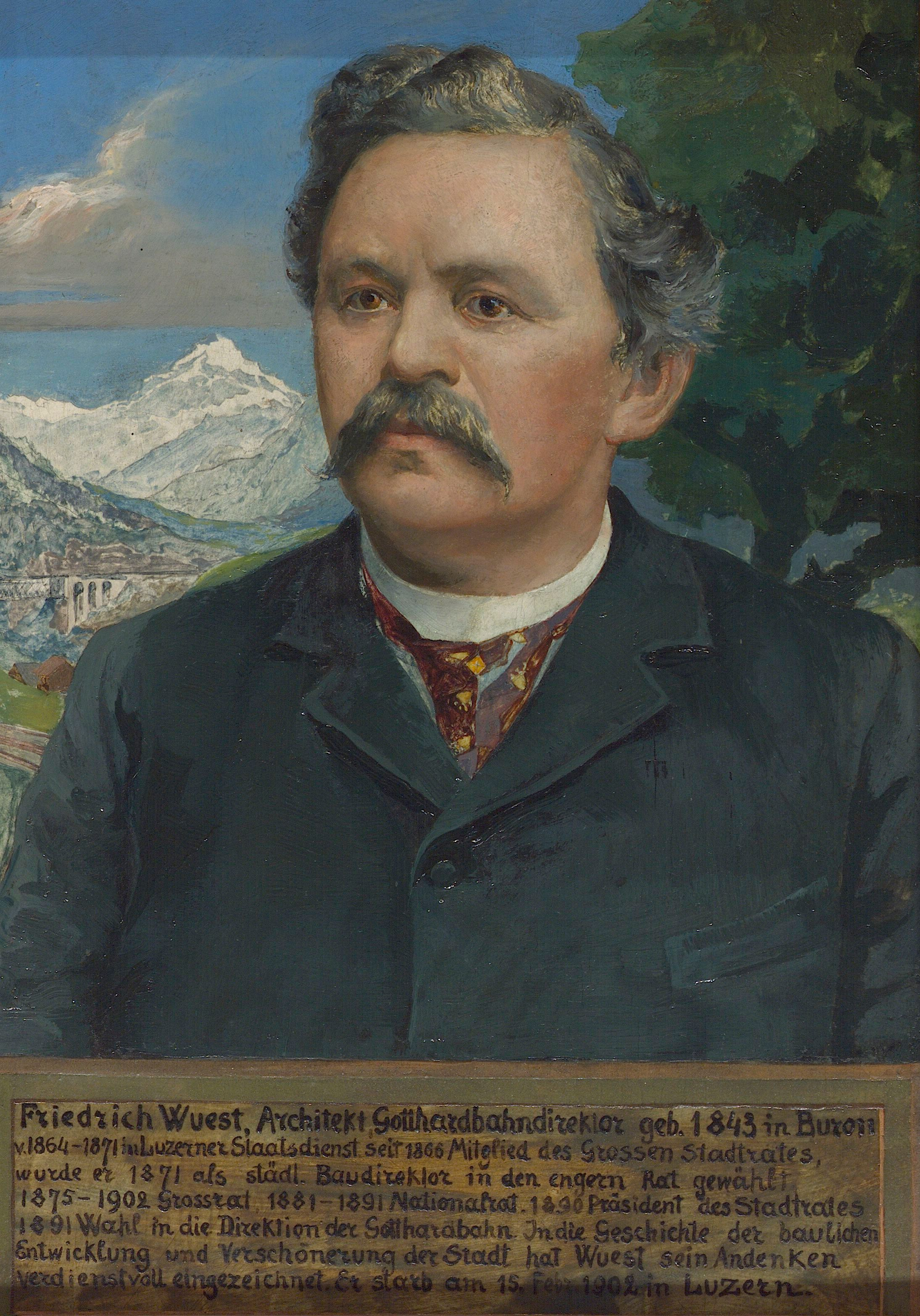
Porträt von Friedrich Wüest

Friedrich Wüest (* 1. Mai 1843 in Dagmersellen; † 14. Februar 1902 in Luzern; heimatberechtigt in Büron) war ein Schweizer Politiker.
Der Sohn des Gerichtspräsidenten und Bauern Leonz Wüest hatte eine liberale politische Grundeinstellung. Er studierte Architektur am Polytechnikum Zürich. 
Von 1867 bis 1871 war er für den Kanton Luzern als Hochbauinspektor tätig. Von 1866 bis 1871 sowie von 1891 bis 1902 gehörte er dem Luzerner Grossstadtrat an (Legislative), in den Jahren dazwischen dem Engeren Stadtrat (Exekutive). 1890/91 amtierte er als Stadtpräsident von Luzern. Vom 5. Dezember 1881 bis April 1891 war Wüest Mitglied im Nationalrat für den Kanton Luzern. 1884/85 präsidierte er den Schweizerischen Gewerbeverband, zudem war er von 1891 bis 1900 Direktionsmitglied der Gotthardbahn-Gesellschaft. 
Er war Mitbegründer des Luzerner Friedhofs Friedental und wurde auf diesem begraben. 

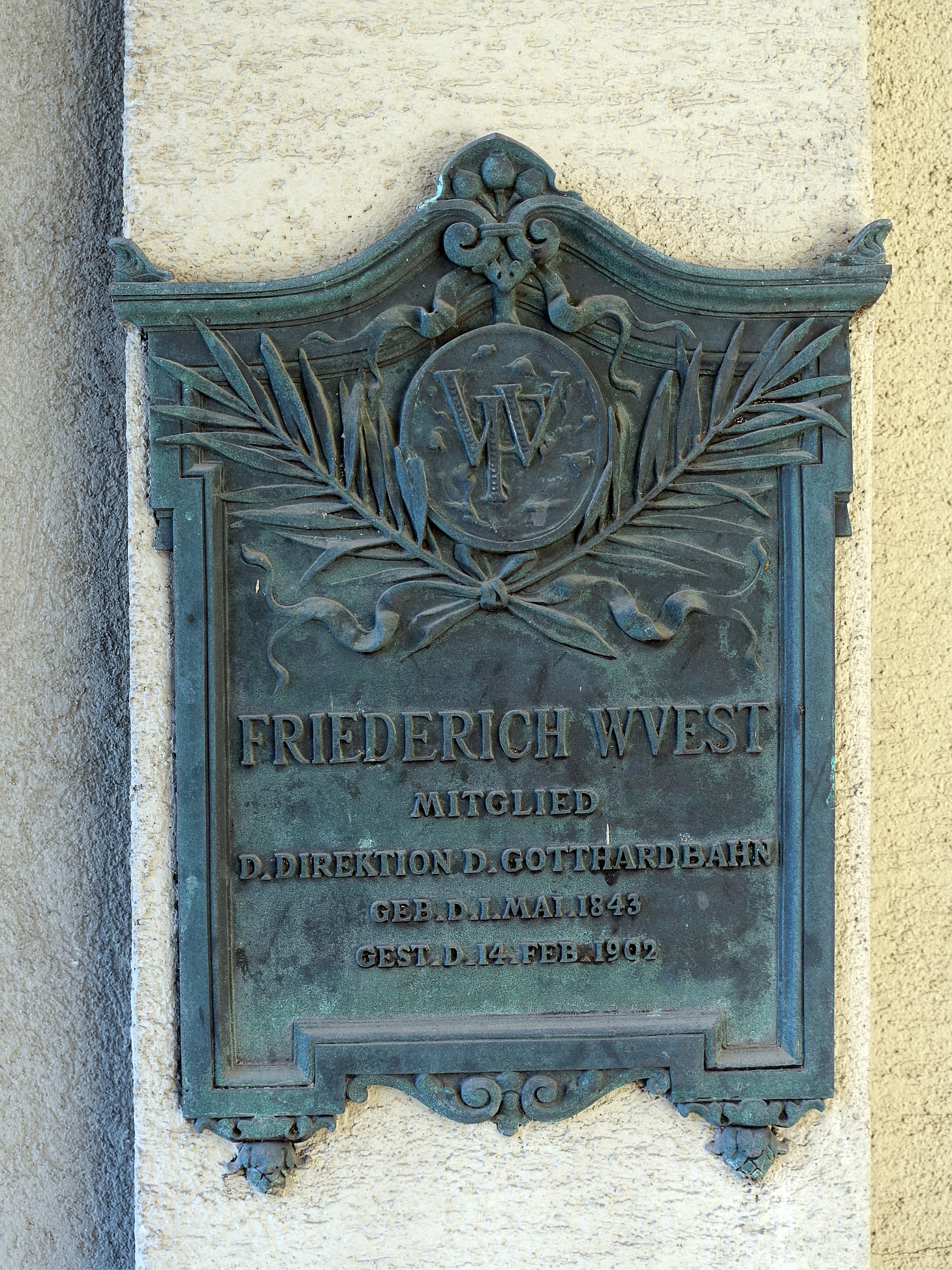
Gedenktafel im Friedhof Friedental

## Quelle
- Datenbank der Ratsmitglieder seit 1848
- Markus Trüeb: Friedrich Wüest. In: Historisches Lexikon der Schweiz.

| Personendaten    | Personendaten       |
| ---------------- | ------------------- |
| NAME             | Wüest, Friedrich    |
| KURZBESCHREIBUNG | Schweizer Politiker |
| GEBURTSDATUM     | 1. Mai 1843         |
| GEBURTSORT       | Dagmersellen        |
| STERBEDATUM      | 14. Februar 1902    |
| STERBEORT        | Luzern              |